# 小川佳樹
小川 佳樹（おがわ よしき、1974/1975年- ）は、日本の法学者。専門は刑事訴訟法。早稲田大学法学学術院（法学部・法科大学院）教授。茨城県つくば市出身。

## 人物
早稲田大学法学部助手、筑波大学大学院人文社会科学研究科講師・准教授、早稲田大学法学学術院准教授を経て、現職。
田口守一（早稲田大学名誉教授）門下。

## 経歴・学位
- 早稲田大学法学部 卒業　学士（法学）
- 早稲田大学大学院法学研究科 公法学専攻修士課程修了 修士（法学）
- 早稲田大学大学院法学研究科 公法学専攻博士後期課程 単位取得退学

## 委員等
- 2016年6月-現在　法務省 司法試験考査委員[2]
- 2020年10月-現在 法務省 司法試験予備試験考査委員[2]

## 所属学会
日本刑法学会 日米法学会 日本被害者学会

## 著作
・「所持品検査ーー米子銀行強盗事件」大澤裕=川出敏裕編『刑事訴訟法判例百選（第11版）』（2024年）
・「被疑者・被告人の包括的黙秘権」『早稲田大学法学会百周年記念論文集第3巻 刑事法編』（2022年）

## 脚註
1. ↑  “小川 佳樹”. 早稲田大学 法学部. 2023年11月8日閲覧。
2. 1 2  “研究者詳細 - 小川　佳樹”. w-rdb.waseda.jp. 2023年11月8日閲覧。